# Bernd Bartels

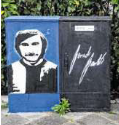
Bernd Bartels. Legales Graffito auf einem Stromkasten

Bernd Bartels (* 25. Mai 1950 in Mannheim-Gartenstadt; † 4. Februar 2023 Mannheim) war ein deutscher Fußballspieler.

## Sportlicher Werdegang
Bernd Bartels wurde 1950 auf dem Waldhof unweit der heutigen Seppl-Herberger-Sportanlage geboren. Er begann im Alter von 12 Jahren in der D-Jugend des SV Waldhof 07 mit dem Fußballspielen. Er spielte dort durchgehend bis zur A-Jugend. 1968, noch als A-Jugendlicher, wurde Bernd Bartels von Trainer Hermann Lindemann in den Kader der 1. Mannschaft aufgenommen. Bis 1977 gehörte der Stürmer der Mannschaft an, die zunächst in der Regionalliga Süd, zwischen 1970 und dem Wiederaufstieg 1972 in der drittklassigen 1. Amateurliga Nordbaden, dann ab 1974 in der 2. Bundesliga (Süd) spielte. Er erzielte in dieser Zeit 186 Pflichtspieltore und ist damit – noch vor Albert Brückl – der erfolgreichste Torschütze in der langen Geschichte des SV Waldhof 07. Eines seiner wichtigsten Tore erzielte Bernd Bartels am 17. Juni 1972 beim Aufstiegsspiel gegen FC Singen 04. Er erzielte den 1:0-Siegtreffer, wodurch der SVW in die Regionalliga Süd, Deutschlands zweithöchster Spielklasse, aufstieg. Bartels war Auswahlspieler des Badischen Fußballverbandes. 1972 gehörte er zur im Länderpokal siegreichen Mannschaft des nordbadischen Landesverbandes, die sich mit einem 2:1-Erfolg über die Auswahlmannschaft des niedersächsischen Verbandes den Titel holte. Bundestrainer Helmut Schön lud ihn vor der 1974er WM zu einem Sichtungslehrgang der Nationalmannschaft ein und empfahl ihm zu einem Verein in der 1. Bundesliga zu wechseln.
Nach einer längeren Verletzung (Knie-Operation) wechselte Bartels 1977 zu FV 09 Weinheim und beendete dort 1979 seine aktive Zeit.
Von 1980 bis 1990 war Bernd Bartels Trainer der D-Jugend des SV Waldhof 07 und gewann mit ihr jedes Jahr die Meisterschaft.
Bernd Bartels gehörte zu den ehemaligen Spielern des SVW, die vom Fandachverband PRO Waldhof e.V. bei einer legalen Aktion durch ein Konterfei auf einem MVV-Stromkasten geehrt wurden.

## Beruf
Bernd Bartels machte eine Ausbildung zum Industriekaufmann bei der MVG (heute MV Mannheimer Verkehr GmbH). Hier verbrachte er sein gesamtes Arbeitsleben, wurde in den Betriebsrat gewählt und vertrat die Belegschaft auch im Aufsichtsrat.